# Le Monêtier-les-Bains
Le Monêtier-les-Bains é uma comuna francesa na região administrativa da Provença-Alpes-Costa Azul, no departamento de Altos-Alpes. Estende-se por uma área de 97,87 km². Em 2010 a comuna tinha 1 079 habitantes (densidade: 11 hab./km²).
É a comuna de origem de Pedro Faure e Pierre Bertrand que fundaram as livraria Bertrand.